# Ateszgah
Ateszgah (azer. Atəşgah) – świątynia ognia w Suraxanı na przedmieściach Baku we wschodnim Azerbejdżanie, wykorzystywana dawniej jako miejsce kultu hinduistów i zoroastrian, obecnie przekształcona w muzeum.
Świątynia stoi na dawnym miejscu naturalnego wypływu gazu ziemnego. Płomienie, wydobywające się z ziemi w wyniku zapłonu gazu, czczone były przez wieki przez zoroastrian. Obecna budowla została jednak wzniesiona w XVIII wieku przez indyjskich czcicieli Śiwy (indyjskie osadnictwo w Azji Środkowej i Kaukazie Południowym sięga późnego średniowiecza i ma związek z przebiegającymi tędy szlakami handlowymi).
Obecnie naturalne pokłady gazu są wyczerpane, a gaz doprowadzany jest do muzeum rurociągiem.